# 塚川孝輝
塚川 孝輝（つかがわ こうき、1994年7月16日 - ）は、広島県広島市出身のプロサッカー選手。Jリーグ・水戸ホーリーホック所属。ポジションはミッドフィールダー（DMF）、ディフェンダー（CB）。

## 来歴

### プロ入り前
サンフレッチェ広島のジュニアユースチームから、広島県立広島観音高等学校を経て流通経済大学に進学。在学中は2014年に総理大臣杯全日本大学サッカートーナメント、全日本大学サッカー選手権大会を制するなど、タイトル獲得に貢献。4年次には主将を務めるなど、チームの中心選手として活躍した。また、2014年から2016年に掛けて、3年連続でデンソーカップチャレンジ関東選抜の一員として選出。2016年度の同大会ではベストイレブンを受賞するなど、関東大学リーグを代表するディフェンダーとして名を馳せた。2016年7月、来年度からのファジアーノ岡山への加入が内定したことが発表された。

### ファジアーノ岡山
2017年3月5日に行われたJ2第2節の対熊本戦（H）において後半途中から投入され、Jリーグデビューを飾る。5月3日に行われた第12節の対徳島戦（H）では、枠を外れた軌道であった味方（パク・ヒョンジン）のミドルシュートをヒールで触って軌道を変え、ゴールインさせるという意表を突いたような形で初得点を記録。その後も出場を重ねて主力として定着し、ルーキーでありながら2ボランチの一角としての地位を確立。大学時代とは異なる起用法であったものの、同年は最終的にリーグ戦34試合に出場し、2得点を挙げる活躍を見せた。
2年目となった2018年シーズンは、背番号を石毛秀樹の退団により空き番となった8に変更。開幕戦となった2月25日の対徳島戦（A）にボランチとしてフル出場し、前半にセットプレーからチームの本年度初得点、そして先制かつ決勝点となる貴重な1点を挙げ、勝利に貢献した。

### 松本山雅FC
2019年、松本山雅FCへ完全移籍。自身初のJ1リーグでのプレーとなったが、リーグ戦3試合の出場に留まり、同年7月にFC岐阜へ期限付き移籍した。移籍先の岐阜ではレギュラーに定着し、23節以降のリーグ戦全試合に出場した。
2019年12月28日、松本山雅FCへ期限付き移籍から復帰すると発表された。

### 川崎フロンターレ
2021年1月4日、川崎フロンターレに完全移籍で加入した。2021年のスーパーカップでは、川崎は5人の交代枠を使い切った後の後半終了間際に塚川が脳振とうの疑いがあると判断されたため、車屋紳太郎と交代した。脳振とうによる特例交代が初適用された選手となった。

### FC東京
2022年7月、FC東京へ完全移籍。7月30日、第23節のサンフレッチェ広島戦で移籍後初出場を果たした。9月3日、第28節の横浜F・マリノス戦ではJ1初ゴールを含む2ゴールを挙げた。

### 京都サンガF.C.
2024年1月10日、京都サンガF.C.へ期限付き移籍。

### FC東京 (復帰)
2025年1月7日、期限付き移籍満了に伴い、FC東京に復帰することが発表された。

### 水戸ホーリーホック
2025年6月10日より、水戸ホーリーホックへ期限付き移籍することが発表された。期間は2026年1月31日まで。

## 所属クラブ
- 仁保少年サッカークラブ
- サンフレッチェ広島ジュニアユース
- 2010年 - 2012年 広島県立広島観音高等学校
- 2013年 - 2016年 流通経済大学
- 2017年 - 2018年  ファジアーノ岡山
- 2019年 - 2020年  松本山雅FC
  - 2019年7月 - 同年12月  FC岐阜 (期限付き移籍)
- 2021年 - 2022年7月  川崎フロンターレ
- 2022年7月 -  FC東京
  - 2024年  京都サンガF.C. (期限付き移籍)
  - 2025年6月 - 2026年1月  水戸ホーリーホック (期限付き移籍)

## 個人成績
| 国内大会個人成績 | 国内大会個人成績 | 国内大会個人成績 | 国内大会個人成績 | 国内大会個人成績 | 国内大会個人成績 | 国内大会個人成績 | 国内大会個人成績 | 国内大会個人成績 | 国内大会個人成績 | 国内大会個人成績 | 国内大会個人成績 |
| 年度             | クラブ           | 背番号           | リーグ           | リーグ戦         | リーグ戦         | リーグ杯         | リーグ杯         | オープン杯       | オープン杯       | 期間通算         | 期間通算         |
| 年度             | クラブ           | 背番号           | リーグ           | 出場             | 得点             | 出場             | 得点             | 出場             | 得点             | 出場             | 得点             |
| 日本             | 日本             | 日本             | 日本             | リーグ戦         | リーグ戦         | リーグ杯         | リーグ杯         | 天皇杯           | 天皇杯           | 期間通算         | 期間通算         |
| ---------------- | ---------------- | ---------------- | ---------------- | ---------------- | ---------------- | ---------------- | ---------------- | ---------------- | ---------------- | ---------------- | ---------------- |
| 2015             | 流経大           | 4                | -                | -                | -                | -                | -                | 2                | 0                | 2                | 0                |
| 2017             | 岡山             | 27               | J2               | 34               | 2                | -                | -                | 1                | 0                | 35               | 2                |
| 2018             | 岡山             | 8                | J2               | 32               | 3                | -                | -                | 0                | 0                | 32               | 3                |
| 2019             | 松本             | 17               | J1               | 3                | 0                | 6                | 0                | 1                | 0                | 10               | 0                |
| 2019             | 岐阜             | 38               | J2               | 19               | 1                | -                | -                | -                | -                | 19               | 1                |
| 2020             | 松本             | 17               | J2               | 29               | 9                | 1                | 0                | -                | -                | 30               | 9                |
| 2021             | 川崎             | 3                | J1               | 14               | 0                | 0                | 0                | 2                | 0                | 16               | 0                |
| 2022             | 川崎             | 3                | J1               | 9                | 0                | 0                | 0                | 0                | 0                | 9                | 0                |
| 2022             | FC東京           | 35               | J1               | 12               | 2                | -                | -                | -                | -                | 12               | 2                |
| 2023             | FC東京           | 35               | J1               | 21               | 1                | 7                | 1                | 3                | 2                | 31               | 4                |
| 2024             | 京都             | 8                | J1               | 3                | 0                | 1                | 0                | 0                | 0                | 4                | 0                |
| 2025             | FC東京           | 35               | J1               | 1                | 0                | 1                | 0                | -                | -                | 2                | 0                |
| 2025             | 水戸             | 16               | J2               |                  |                  | -                | -                | -                | -                |                  |                  |
| 通算             | 日本             | 日本             | J1               | 63               | 3                | 15               | 1                | 6                | 2                | 84               | 6                |
| 通算             | 日本             | 日本             | J2               | 114              | 15               | 1                | 0                | 1                | 0                | 116              | 15               |
| 通算             | 日本             | 日本             | 他               | -                | -                | -                | -                | 2                | 0                | 2                | 0                |
| 総通算           | 総通算           | 総通算           | 総通算           | 177              | 18               | 16               | 1                | 9                | 2                | 202              | 21               |

| 国際大会個人成績 | 国際大会個人成績 | 国際大会個人成績 | 国際大会個人成績 | 国際大会個人成績 |
| 年度             | クラブ           | 背番号           | 出場             | 得点             |
| AFC              | AFC              | AFC              | ACL              | ACL              |
| ---------------- | ---------------- | ---------------- | ---------------- | ---------------- |
| 2021             | 川崎             | 3                | 4                | 0                |
| 2022             | 川崎             | 3                | 3                | 0                |
| 通算             | AFC              | AFC              | 7                | 0                |

出場歴
- Jリーグ初出場 - 2017年3月5日 J2第2節 ロアッソ熊本戦 (シティライトスタジアム)
- Jリーグ初得点 - 2017年5月7日 J2第12節 徳島ヴォルティス戦 (シティライトスタジアム)

## タイトル

### クラブ
流通経済大学
- 総理大臣杯全日本大学サッカートーナメント（2014年）
- 全日本大学サッカー選手権大会（2014年）

川崎フロンターレ
- FUJI XEROX SUPER CUP（2021年）
- J1リーグ（2021年）

## 代表・選抜歴
- 2014、15年度デンソーカップチャレンジ関東選抜B
- 2016年度デンソーカップチャレンジ関東選抜A